# Hawker Aircraft
Hawker Aircraft Ltd. – brytyjska wytwórnia lotnicza specjalizująca się w produkcji samolotów wojskowych. Założona w 1920 roku, od 1935 roku stanowiła część koncernu Hawker Siddeley. Marka Hawker została zlikwidowana w 1963 roku.

## Historia
Przedsiębiorstwo zostało założone pod nazwą H. G. Hawker Engineering Co., Ltd. w 1920 roku przez Harry′ego Hawkera, Thomasa Sopwitha, Freda Sigrista i Billa Eyre′a. Wszyscy czterej byli uprzednio związani z wytwórnią Sopwith Aviation Company, która zbankrutowała wkrótce po zakończeniu I wojny światowej. Aktywa upadłej spółki zostały wykupione przez Hawkera i jego wspólników i stały się podstawą majątkową nowo utworzonego przedsiębiorstwa. Harry Hawker zginął w wypadku lotniczym w lipcu 1921 roku. 
W pierwszych latach istnienia spółka zajmowała się naprawą uszkodzonych podczas wojny samolotów Sopwith. Pierwszy model własnej produkcji, górnopłat Duiker, został oblatany w 1923 roku, nie spełnił jednak oczekiwań i nie opuścił stadium prototypu. Pierwszą udaną konstrukcją, która znalazła nabywcę, był dwupłat Woodcock. Wkrótce do przedsiębiorstwa dołączył projektant samolotów Sydney Camm. Do najbardziej udanych konstrukcji jego projektu należały samolot bombowy Hart oraz myśliwski Hurricane.
W 1933 roku przedsiębiorstwo zmieniło nazwę na Hawker Aircraft Ltd. Rok później spółka nabyła konkurencyjną wytwórnię Gloster Aircraft Company, która doświadczała wówczas trudności finansowych wywołanych wielkim kryzysem. W 1935 roku Hawker połączył się z przedsiębiorstwem Armstrong Siddeley (właścicielem dwóch innych wytwórni lotniczych – Armstrong Whitworth oraz Avro), dając początek koncernowi Hawker Siddeley. Hawker, podobnie jako Armstrong Whitworth i Avro, zachował odrębność w ramach nowego koncernu. Marka Hawker pozostawała w użyciu do 1963 roku.
Zakłady produkcyjne Hawkera mieściły się w Brooklands, Kingston upon Thames oraz Langley.

## Samoloty
Lista samolotów opracowanych przez Hawker Aircraft (w nawiasach lot oblotu):

- Duiker(inne języki) (1923)
- Woodcock(inne języki) (1923)
- Cygnet(inne języki) (1924)
- Hedgehog(inne języki) (1924)
- Horsley(inne języki) (1925)
- Heron(inne języki) (1925)
- Hornbill(inne języki) (1925)
- Danecock(inne języki) (1925)
- Harrier(inne języki) (1927)
- Hawfinch(inne języki) (1927)
- Hart (1928)
- F.20/27(inne języki) (1928)
- Hoopoe(inne języki) (1928)
- Tomtit(inne języki) (1928)
- Hornet (1929)
- Osprey(inne języki) (1929)
- Nimrod(inne języki) (1930)
- Fury (1931)
- Audax(inne języki) (1931)
- Dantorp(inne języki) (1932)
- Demon(inne języki) (1933)
- P.V.3(inne języki) (1934)
- P.V.4(inne języki) (1934)
- Hardy(inne języki) (1934)
- Hind (1934)
- Hartbees(inne języki) lub Hartebeest (1935)
- Hurricane (1935)
- Sea Hurricane (1935)
- Hector (1936)
- Henley (1937)
- Hotspur(inne języki) (1938)
- Tornado(inne języki) (1939)
- Typhoon (1940)
- Tempest (1942)
- Sea Fury (1944)
- Sea Hawk (1947)
- P.1052(inne języki) (1948)
- P.1072(inne języki) (1950)
- P.1081 (1950)
- Hunter (1951)
- P.1103(inne języki) (nieukończony)
- P.1121(inne języki) (nieukończony)
- P.1127 (1960)

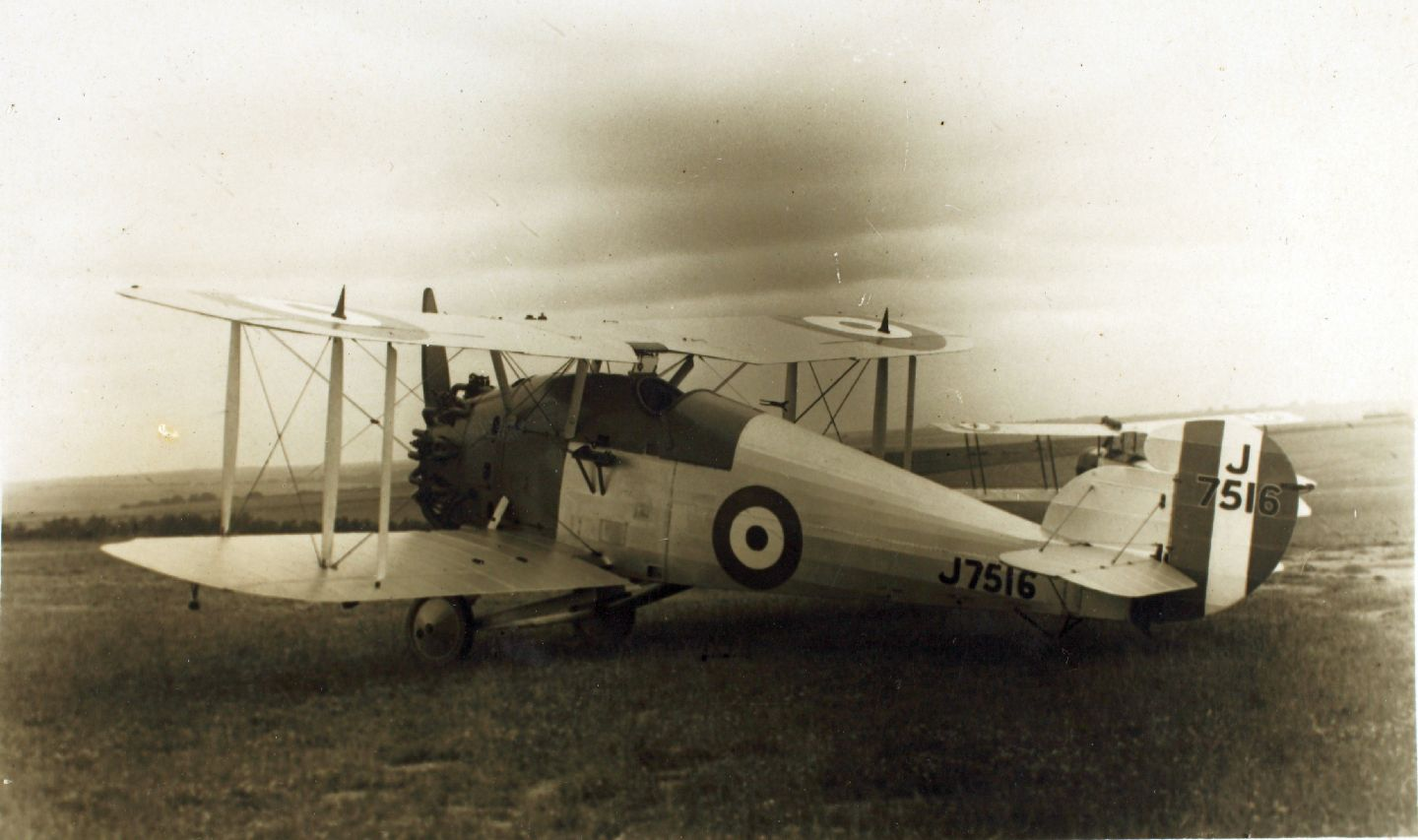
Hawker Woodcock(inne języki)
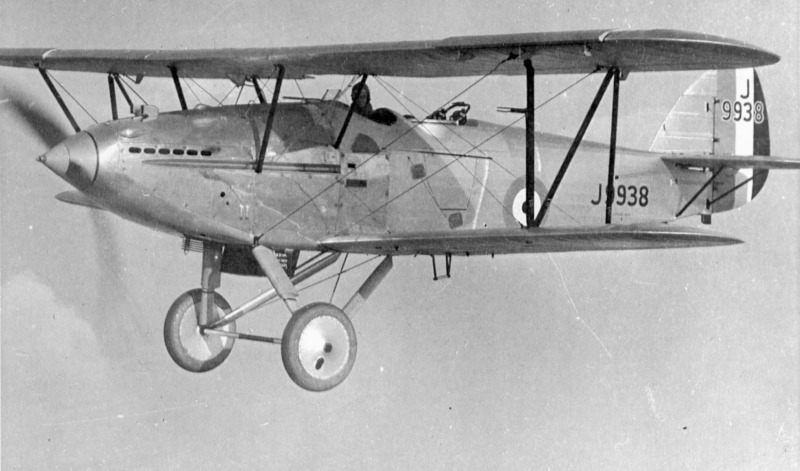
Hawker Hart
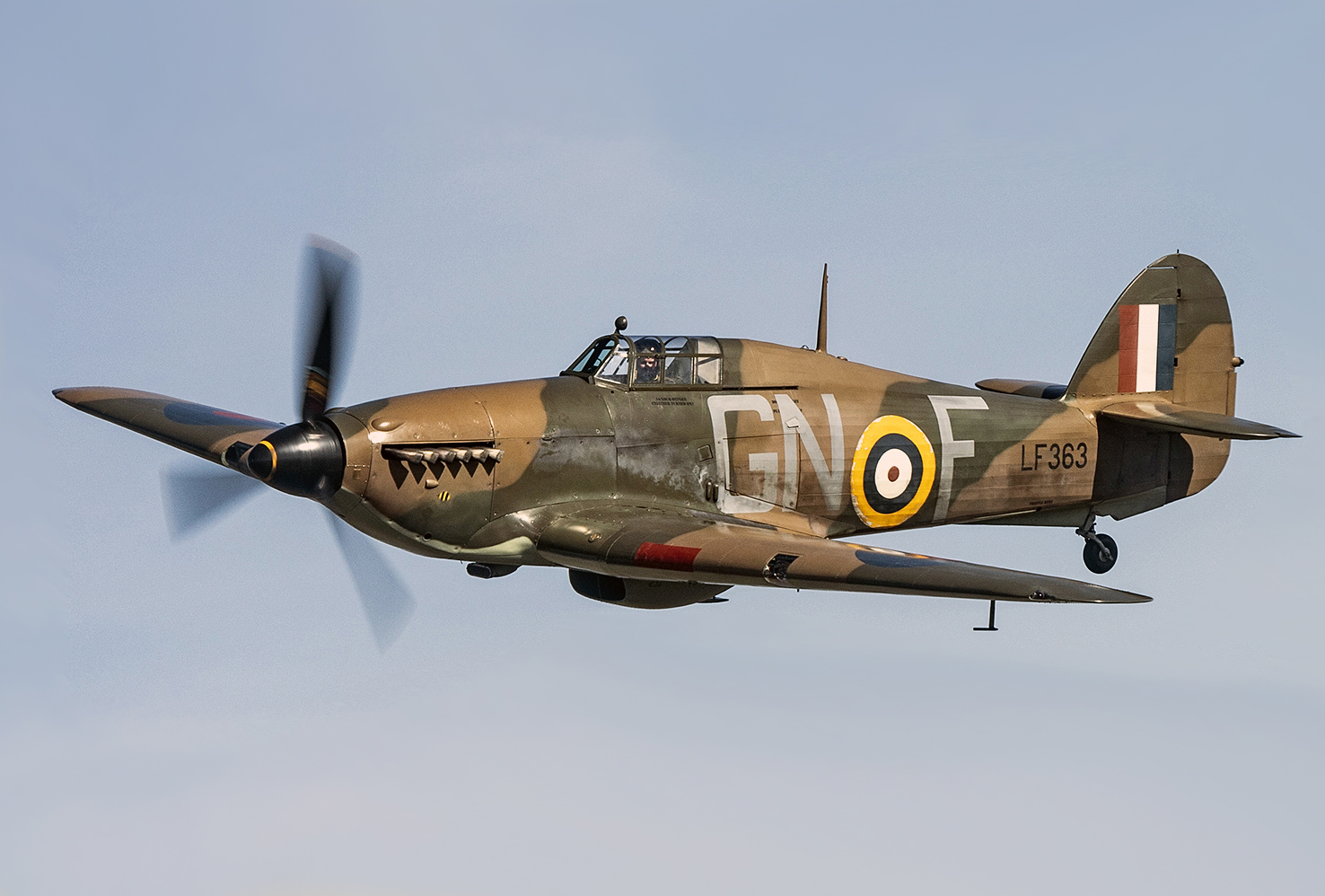
Hawker Hurricane
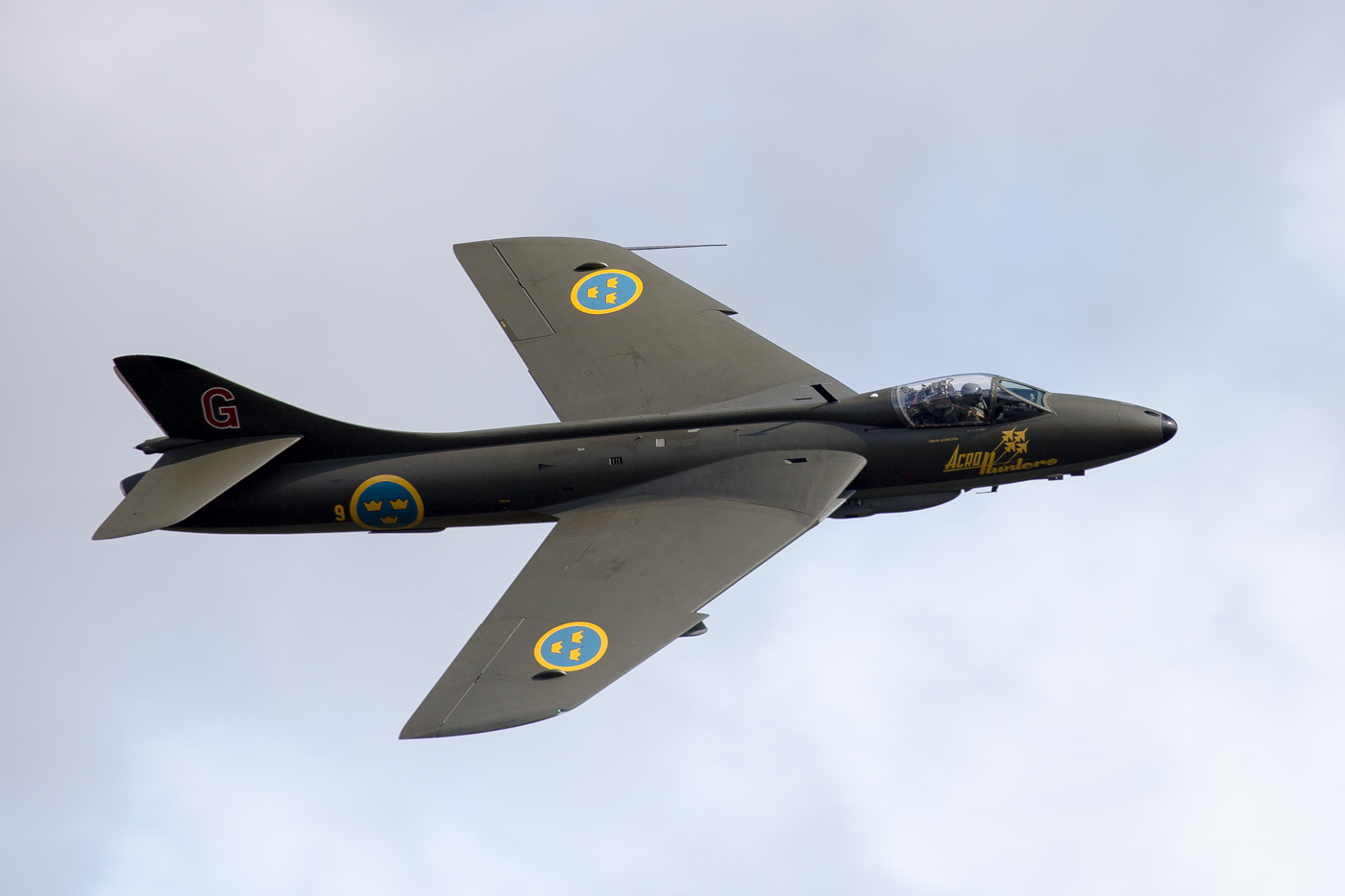
Hawker Hunter